# Хастисфорд (Висконсин)
Хастисфорд (енгл. Hustisford) град је у америчкој савезној држави Висконсин.

## Демографија
По попису из 2010. године број становника је 1.123, што је 12 (-1,1%) становника мање него 2000. године.
| Група             | 2000.         | 2010.         |
| Белци             | 1.116 (98,3%) | 1.066 (94,9%) |
| Афроамериканци    | 1 (0,1%)      | 6 (0,5%)      |
| Азијати           | 0 (0,0%)      | 7 (0,6%)      |
| Хиспаноамериканци | 14 (1,2%)     | 33 (2,9%)     |
| Укупно            | 1.135         | 1.123         |